# Jack Reacher (Romanfigur)
Jack Reacher ist die Hauptfigur der Romane des britisch-US-amerikanischen Thrillerautors Lee Child.
Reacher (geboren am 29. Oktober 1960 auf einer US-Militärbasis in West-Berlin) war von Anfang an als Serienheld geplant. Da Child überzeugt ist, dass der Held im Lesergedächtnis bleibt, und nicht die jeweilige Handlung, in die er verstrickt ist, liegt das Hauptgewicht auf Reacher als Person, die in fünf Teilen der Romane als Ich-Erzähler in Erscheinung tritt.
Child wollte einen Protagonisten schaffen, der nicht die seiner Meinung nach inzwischen zur Krimikonvention gewordenen Depressionen, eine unverarbeitete Vergangenheit oder Alkoholismus aufwies. Sein Held sollte normal, unkompliziert und anständig sein. Einen amerikanischen Helden habe er sich aus pragmatischen Gründen ausgesucht: weil der US-Markt größer sei. Außerdem eröffne die amerikanische Geografie, mit ihrer Weite und den darin enthaltenen Enklaven, für ihn ideale Handlungsschauplätze – eine weitere Analogie zum Western.
Im Kontrast zu seinen positiven Eigenschaften (Intelligenz, Belastbarkeit, körperliche Attraktivität, Körperkraft, Führungs- und Willensstärke sowie unbedingtes Eintreten für Schwächere) steht Reachers Lebenswandel: Er hat keinen festen Wohnsitz, geht keine länger dauernden Beziehungen ein und verfügt seit der Ermordung seines Bruders über keinerlei familiäre Bindungen. Sein einziger ständiger Begleiter ist eine zusammenklappbare Reisezahnbürste. Seit der Verschärfung der Sicherheitsbestimmungen in den USA nach den Terroranschlägen des 11. September 2001 führt er außerdem gezwungenermaßen ein Ausweisdokument und eine Geldautomaten-Karte mit sich. Er bemüht sich, bei seinen Reisen quer durch die USA so wenig Spuren wie möglich zu hinterlassen, und bevorzugt deshalb billige, anonyme Unterkünfte, in denen er unter falschem Namen absteigen kann.
Erst in dem 2007 erschienenen Band Bad Luck and Trouble beginnt Reacher, seinen eigenen unsteten Lebensstil kritisch zu hinterfragen, als er erfährt, dass mehrere Kameraden aus seiner ehemaligen Militärpolizei-Einheit inzwischen ein bürgerliches Leben führen und es teilweise zu beträchtlichen Vermögen gebracht haben. Schließlich entscheidet er sich aber trotzdem dafür, sein Dasein als Einzelgänger und ewiger Wanderer bis auf Weiteres fortzusetzen.
Seine Gegner tötet Reacher ohne Gewissensbisse, weil die Trennung zwischen Gut und Böse für ihn sehr klar ist. So erklärt er einmal auf die schockierte Frage, warum es ihm offenkundig überhaupt nichts ausmache, soeben fünf Verbrecher getötet zu haben, es mache einem ja schließlich auch nichts aus, Anti-Kakerlaken-Pulver auszustreuen. Für seine Fälle tut er sich – absichtlich oder gezwungenermaßen – mit Polizei oder Geheimdienst zusammen.
Die genauen Gründe für Reachers Abschied aus der US-Armee, auf deren überall in der Welt verstreuten Basen er als Sohn eines Marine-Corps-Offiziers aufwuchs, werden im Buch The Affair (erschienen 2011) beschrieben. Meist wird von ihm selbst die Verkleinerung der US-Streitkräfte nach dem Fall des Eisernen Vorhangs angegeben. Allerdings wird auch an mehreren Stellen deutlich, dass er sich gegen Ende seiner Dienstzeit innerlich zunehmend von der Armee distanziert hatte und sein Ausscheiden daher nicht unbedingt bedauerte. Im Roman Die Abschussliste (The Enemy), der während Reachers Militärzeit spielt, wird außerdem geschildert, wie er wegen seines kompromisslosen Gerechtigkeitsempfindens immer wieder mit Vorgesetzten in Konflikt gerät und schließlich sogar vom Major zum Captain degradiert wird. Als er im April 1996, im Alter von 35 Jahren, nach seiner insgesamt 13-jährigen Dienstzeit ehrenhaft entlassen wird, ist er allerdings wieder Major. Eine seiner letzten Aufgaben während seiner aktiven Zeit bestand darin, eine Eliteeinheit der Militärpolizei zusammenzustellen und zu leiten.

## Romane
| #   | org. Titel                                                         | dt. Titel                                       | Beschreibung | dt. ISBN               |
| --- | ------------------------------------------------------------------ | ----------------------------------------------- | --- | ---------------------- |
| 1   | Killing Floor (1997)                                               | Größenwahn (1998)                               | Einige Monate nachdem Jack Reacher im Rang eines Majors den Dienst als Militärpolizist quittiert hat, kommt er in den kleinen abgelegenen Ort Margrave in Georgia. Dort wird er wegen Mordes an einem Unbekannten verhaftet. Sehr schnell stellt sich aber heraus, dass er unschuldig ist, aber er erkennt, dass der unbekannte Tote sein älterer Bruder Joe ist. Reacher setzt alles daran, den Schuldigen zu finden. Größenwahn wurde für die erste Staffel der Serie Reacher adaptiert | ISBN 3-453-87957-0     |
| 2   | Die Trying (1998)                                                  | Ausgeliefert (2000)                             | Als Reacher vor einer Schnellreinigung in Chicago einer jungen Frau mit Gehhilfen behilflich ist, werden er und die Frau von drei Bewaffneten in ein Auto gezwungen und quer durch die Vereinigten Staaten verschleppt. Nur langsam kommt Reacher dahinter, was das Motiv für die Entführung ist. | ISBN 3-453-17867-X     |
| 3   | Tripwire (1999)                                                    | Sein wahres Gesicht (2002)                      | In einer Bar in Key West, in der Reacher als Türsteher jobbt, wird er von einem Privatdetektiv angesprochen, der für eine Mrs. Jacob nach einem Jack Reacher sucht. Er findet heraus, dass es sich bei der Frau um Jodie Garber handelt, der Tochter seines ehemaligen Vorgesetzten bei der 110. MP. So erfährt er vom Tode seines Mentors und reist umgehend nach New York. Jodie bittet ihn ihr bei der Lösung eines letzten Falles ihres Vaters zu helfen. Sie stoßen dabei auf ein unvorstellbares Kriegsverbrechen aus der Vietnamzeit. | ISBN 3-442-35692-X     |
| 4   | The Visitor – US-Titel: Running Blind (2000)                       | Zeit der Rache (2002)                           | Zwei Frauen werden in Tarnfarbe aus Armeebeständen ertränkt aufgefunden. Reacher kennt diese Frauen. Sie mussten beide den Dienst quittieren, nachdem sie Beschwerden wegen sexueller Belästigung einlegten. Weil Reacher ins Profil der ermittelnden FBI-Agentin passt, wird er verdächtigt. Nachdem eine weitere Frau ermordet wird während er unter Überwachung steht, wird er freigelassen aber gezwungen bei den Ermittlungen zu helfen. | ISBN 3-442-35715-2     |
| 5   | Echo Burning (2001)                                                | In letzter Sekunde (2003)                       | Während Reacher in Gluthitze über eine texanische Straße läuft, wird er von einer jungen Frau aufgelesen, die ihn bittet ihm zu helfen. Sie lebt mit ihrer Tochter Ellie auf der Farm der Familie ihres Mannes, der gerade eine Haftstrafe verbüßt. Da seine Freilassung ansteht befürchtet sie nun, dass die Gewalt in ihr Leben zurückkehrt. | ISBN 3-442-35577-X     |
| 6   | Without Fail (2002)                                                | Tödliche Absicht (2003)                         | Reacher wird in Atlantic City von M. E. Froelich, einer Agentin des Secret Service gebeten, beim Schutz des Vice Präsident-elect zu helfen. Er soll den Secret Service einem Stresstest unterziehen. Nach kurzem Nachdenken nimmt er den Job an und holt seinen ehemaligen Master Sergeant, Frances Neagley mit ins Boot. | ISBN 3-7645-0164-2     |
| 7   | Persuader (2003)                                                   | Der Janusmann (2005)                            | Reacher begegnet nach Jahren dem Mörder einer Kollegin, den er tot geglaubt hat. Er nimmt die Spur auf. Der Janusmann wurde für die dritte Staffel der Serie Reacher adaptiert | ISBN 3-7645-0164-2     |
| 8   | The Enemy (2004)                                                   | Die Abschussliste (2006)                        | Reacher wird in der Silvesternacht mit dem plötzlichen Herztod eines Generals in einem schmierigen Motel konfrontiert. Das ist der Auftakt einer mörderischen Serie. | ISBN 3-7645-0182-0     |
| 9   | One Shot (2005)                                                    | Sniper (2008)                                   | James Barr erschießt wahllos fünf Menschen in einer Fußgängerzone. Reacher geht dem Massaker und seinen Ursachen nach. Sniper wurde als Kinofilm unter dem Titel Jack Reacher adaptiert. | ISBN 3-7645-0237-1     |
| 10  | The Hard Way (2006)                                                | Way Out (2009)                                  | Reacher beobachtet zufällig in New York eine Geldübergabe. Schon bald ist er in die Aufklärung einer Entführung verwickelt. | ISBN 978-0-440-24600-8 |
| 11  | Bad Luck and Trouble (2007)                                        | Trouble (2010)                                  | Reacher befindet sich gerade in Portland (Oregon) als er eine Einzahlung von 1030 $ auf seinem Konto bemerkt. Er findet heraus, dass die Überweisung von Neagley stammt und damit ein Notfallcode ist. Er trifft sich mit ihr in Los Angeles und erfährt, dass Calvin Franz, ein ehemaliges Mitglied ihres Ermittlerteams bei der 110th MP tot in der Wüste gefunden wurde. Er wurde aus großer Höhe aus einem Helikopter geworfen. Sie versuchen weitere Teammitglieder zu informieren, erreichen jedoch nur Karla Dixon und Dave O′Donnell. Gemeinsam versuchen sie die Hintergründe des Mordes zu ergründen. Trouble wurde für die zweite Staffel der Serie Reacher adaptiert | ISBN 978-3-7645-0355-0 |
| 12  | Nothing to Lose (2008)                                             | Outlaw (2011)                                   | Hope und Despair heißen zwei Dörfer am Ende der Welt in Colorado. Dort ist Reacher unerwünscht, weil seltsame Dinge vor sich gehen. | ISBN 978-3-7645-0420-5 |
| 13  | Gone Tomorrow (2009)                                               | Underground (2012)                              | Reacher wird mit einer vermeintlichen Selbstmörderin in der New Yorker U-Bahn konfrontiert, was zu seiner Verhaftung führt. | ISBN 978-3-7645-0368-0 |
| 14  | 61 Hours (2010)                                                    | 61 Stunden (2013)                               | Jack Reacher strandet in einer Kleinstadt in South Dakota während eines Schneesturms. Dort gerät er in einen Konflikt zwischen der örtlichen Polizei und einer gefährlichen Verbrecherorganisation, die es auf eine wichtige Zeugin abgesehen hat. | ISBN 978-3-7645-0418-2 |
| 15  | Worth Dying For (2010)                                             | Wespennest (2014)                               | Reacher reist durch Nebraska und stößt auf eine Gemeinde, die von einer brutalen Familie terrorisiert wird. Als er versucht, einer misshandelten Frau zu helfen, deckt er ein Netzwerk aus Menschenhandel und Korruption auf. | ISBN 978-3-7645-0419-9 |
| 16  | The Affair (2011)                                                  | Der letzte Befehl (2017)                        | Reacher soll den Mord an einer jungen Frau aufklären. Als ein hoher Offizier und Sohn eines Senators verdächtig wird, soll er den Fall vertuschen. Wird er diesen letzten Befehl befolgen? | ISBN 978-3-7645-0506-6 |
| 17  | A Wanted Man (2012)                                                | Der Anhalter (2015)                             | Auf dem Weg nach Virginia wird Reacher von der Polizei gesucht und nimmt eine Mitfahrgelegenheit an. Schnell stellt sich heraus, dass seine Mitfahrer in kriminelle Machenschaften verwickelt sind, und Reacher muss seine Unschuld beweisen, während er eine größere Verschwörung aufdeckt. | ISBN 978-0-593-06573-0 |
| 18  | Never go back (2013)                                               | Die Gejagten (2016)                             | Die Gejagten wurde als Kinofilm unter dem Titel Jack Reacher: Kein Weg zurück adaptiert | ISBN 978-3-7645-0542-4 |
| 19  | Personal (2014)                                                    | Im Visier (2018)                                | Reacher wird von der US-Regierung rekrutiert, um einen Attentäter zu stoppen, der es auf internationale Staatsoberhäupter abgesehen hat. Die Jagd führt ihn nach Europa, wo er sich seiner eigenen Vergangenheit stellen muss. | ISBN 978-3-7645-0636-0 |
| 20  | Make Me (2015)                                                     | Keine Kompromisse (2019)                        | In der abgelegenen Stadt Mother's Rest stößt Reacher auf ein düsteres Geheimnis. Zusammen mit einer Privatdetektivin untersucht er das Verschwinden eines Journalisten und entdeckt eine schockierende Wahrheit. | ISBN 978-3-7645-0637-7 |
| 21  | Night School (2016)                                                | Der Ermittler (2019)                            | In den 1990er Jahren wird Reacher während seiner Militärzeit zu einer geheimen Mission in Deutschland abkommandiert. Dort muss er einen möglichen terroristischen Anschlag verhindern. | ISBN 978-3-7645-0716-9 |
| 21a | No Middle Name: The Complete Collected Jack Reacher Stories (2017) | Der Einzelgänger: 12 Jack-Reacher-Storys (2018) | Sammlung von 12 Kurzgeschichten über Jack Reacher. | ISBN 978-3-7645-0652-0 |
| 22  | The Midnight Line (2017)                                           | Der Bluthund (2020)                             | Reacher findet in einem Pfandhaus einen West-Point-Ring und macht sich auf die Suche nach dessen Besitzerin. Diese Spur führt ihn in die Welt des illegalen Medikamentenhandels und zur Opioidkrise in den USA. | ISBN 978-3-7645-0722-0 |
| 23  | Past Tense (2018)                                                  | Der Spezialist (2021)                           | Reacher besucht die Heimatstadt seines Vaters in New Hampshire und entdeckt unerwartete Familiengeheimnisse. Gleichzeitig geraten zwei junge Kanadier in Schwierigkeiten, und ihre Wege kreuzen sich mit Reachers Ermittlungen. | ISBN 978-3-7645-0761-9 |
| 24  | Blue Moon (2019)                                                   | Die Hyänen (2022)                               | Reacher hilft einem älteren Paar, das von skrupellosen Kredithaien bedroht wird. Dabei gerät er zwischen die Fronten rivalisierender albanischer und ukrainischer Verbrecherbanden. | ISBN 978-3-7645-0804-3 |
| 25  | The Sentinel (2020)                                                | Der Sündenbock (2023)                           | Reacher kommt in eine Kleinstadt in Tennessee, die von einem Cyberangriff lahmgelegt wurde. Zusammen mit einem unschuldig beschuldigten IT-Experten deckt er eine weitreichende Verschwörung auf. | ISBN 978-3-7645-0806-7 |
| 26  | Better Off Dead (2021)                                             | Der Kojote (2024)                               | Reacher trifft in der Wüste auf eine Frau, die auf der Suche nach ihrem vermissten Bruder ist. Gemeinsam stoßen sie auf eine gefährliche Organisation, die illegale Aktivitäten betreibt. | ISBN 978-3-7645-0877-7 |
| 27  | No Plan B (2022)                                                   | Der Puma (2025)                                 | Reacher wird Zeuge eines vermeintlichen Unfalls, erkennt jedoch, dass es sich um Mord handelt. Seine Nachforschungen führen ihn zu einer geheimen Einrichtung, in der dunkle Machenschaften stattfinden. | ISBN 978-1-78763-375-9 |
| 28  | The Secret (2023)                                                  |                                                 | Reacher wird in einen Fall verwickelt, bei dem es um gestohlene Regierungsgeheimnisse geht. Er muss gegen die Zeit arbeiten, um eine nationale Katastrophe zu verhindern. | ISBN 978-1-984818-58-4 |
| 29  | In Too Deep (2024)                                                 |                                                 | Reacher gerät in eine Verschwörung, die bis in die höchsten Kreise reicht. Er muss all seine Fähigkeiten einsetzen, um die Wahrheit ans Licht zu bringen und sein eigenes Leben zu retten. | ISBN 978-0-85750-559-0 |

## Verfilmungen
Am 3. Januar 2013 startete der Film Jack Reacher mit Tom Cruise in der Titelrolle in den deutschen Kinos. Er basiert auf dem neunten Roman "Sniper" (Originaltitel: One Shot). Eine Fortsetzung zum Film mit dem Titel Jack Reacher: Kein Weg zurück, basierend auf dem 18. Roman "Die Gejagten" (Originaltitel: Never Go Back), kam am 10. November 2016 in die deutschen Kinos.
Das Filmstudio Paramount Pictures gab danach bekannt, keine weiteren Kinofilme der Reihe zu produzieren. Stattdessen entstand in Zusammenarbeit mit Autor Lee Child eine Fernsehserie.
Die erste Staffel der Serie "Reacher", in der Alan Ritchson die Hauptfigur Jack Reacher spielt, startete am 4. Februar 2022 bei Amazon Prime Video und basiert auf dem ersten Roman Größenwahn.
Eine zweite Staffel folgte am 15. Dezember 2023, basierend auf dem elften Roman "Trouble".
Die dritte Staffel wurde am 29. Februar 2024 veröffentlicht und basiert auf dem siebten Roman "Der Janusmann", wodurch sie in der Reihenfolge der Romane vor der zweiten Staffel spielt.